# Tegenaria lapicidinarum
Tegenaria lapicidinarum là một loài nhện trong họ Agelenidae.
Loài này thuộc chi Tegenaria. Tegenaria lapicidinarum được miêu tả năm 1934 bởi Spassky.